# Ulomyia expetenda
Ulomyia expetenda és una espècie d'insecte dípter pertanyent a la família dels psicòdids que es troba &la península de Corea a l'Àsia:.